# Газопроводи басейну Реконкаву
Газопроводи басейну Реконкаву — система споруджених в бразильському штаті Баїя трубопроводів, через які організували транспортування блакитного палива з родовищ басейну Реконкаву.
Нафтогазоносний басейн Реконкаву в штаті Баїя є найстарішим газовидобувним регіоном Бразилії. Саме тут від установки підготовки нафтогазового родовища Кандеяс (відкрите ще в 1941 році) проклали у 1970-му перший в країні газопровід довжиною 47 км та діаметром 350 мм до нафтохімічного комплексу Камасарі. Того ж року став до ладу газогін довжиною 21 км та діаметром 300 мм від Кандеяс до розташованого так само на південний схід порту Арату (з 1977-го на промисловій площадці Арату діє хімічний завод компанії Dow). 
Через певний час мережу в даному районі посилили:
- у 1981 році другою ниткою Кандеяс — Камасарі довжиною 37 км та діаметром 300 мм;
- у 2006-му газопроводом довжиною 42 км та діаметром 350 мм, який пройшов за маршрутом Кандеяс — Арату — Камасарі.

На північ від описаного району розташоване відкрите у 1965 році велике нафтогазове родовище Міранга. Від створеного тут комплексу підготовки Кату у 1975-му до Камасарі проклали газопровід довжиною 33 км та діаметром 350 мм. Як і в попередніх випадках, ця лінія згодом була посилена за допомогою другої нитки, спорудженої у 1992 році в діаметрі 450 мм.
Створена на родовищах басейну Реконкаву система отримала сполучення з рядом газопроводів:
- ще в 1974-му до Кату вивели трубопровід Gaseb;
- в 2008 році до Кандеяс підключили лінію з офшорного родовища Манаті, розташованого дещо південніше в басейні Camamu;
- у 2010-му система Gasene сполучила з Кату південно-східні штати, до яких надходять великі обсяги газу з офшорних родовищ басейнів Сантос та Кампос, а також із Болівії;
- у 2014-му біля Баїя почав роботу термінал для прийому ЗПГ Байя-Тодуз-ус-Сантус, перемичка від якого веде до Кандеяс.[1]

Можливо відзначити, що через описану вище систему  отримують природний газ ТЕС Камасарі компанії Petrobras та ТЕС Камасарі компанії CHESF. А поблизу Кандеяс розташована ТЕС Сан-Франсиску-ду-Конді, яка також використовує блакитне паливо.